# Gene James
Harold Eugene James, detto Gene (Ironton, 15 febbraio 1925 – Sarasota, 6 luglio 1997), è stato un cestista e allenatore di pallacanestro statunitense, professionista nella BAA e nella NBA.